# 羽蟎總科
羽蟎總科（學名：Analgoidea）是疥蟎目之下一個總科級的蟎蟲分类阶元，包含多種羽蟎，是哺乳动物的外在寄生蟲。

## 分類
羽蟎總科是無氣門小目之下11個總科之一，包括超過二百個屬、約700個物種，由以下17個科組成：
- 异羽螨科 Alloptidae
- 羽蟎科 Analgidae
- Apionacaridae
- Avenzoariidae（英语：Avenzoariidae）
- Cytoditidae
- 皮螨科 皮螨科
- 嗜皮螨科 Dermoglyphidae
- 表皮螨科 表皮螨科
- Heteropsoridae
- 鸡雏螨科 Laminosioptidae
- 尾叶羽螨科 尾叶羽螨科
- Psoroptoididae（英语：Psoroptoididae）
- 鴷雀羽螨科 鴷雀羽螨科
- Thysanocercidae
- 特鲁螨科 特鲁螨科 Gaud,1957
- 羽掌螨科 羽掌螨科

異名：
- 膝螨科 Knemidokoptidae：會引起雀鳥的脫羽癢症和石灰腿症；现併入Epidermoptidae科，成為表皮螨科（Epidermoptidae）的异名。

有其他文獻還包括塵蟎科（Pyroglyphidae）；但也有文獻把塵蟎科獨立出來成為塵蟎總科（Pyroglyphoidea），包括有26個屬、超過50個物種。